# Jaskinia Zimna Dziura w Lwówku Śląskim
Jaskinia Zimna Dziura w Lwówku Śląskim – jaskinia będąca pomnikiem przyrody nieożywionej uznanym 24 marca 1992 r., zlokalizowanym  w Lwówku Śląskim (Płakowice), w gminie Lwówek Śląski, w powiecie lwóweckim, w województwie dolnośląskim. Jaskinia znajduje się w obrębie Pogórza zachodniosudeckiego, dokładniej na Pogórzu izerskim. Znajduje się w starym wyrobisku piaskowca, na zboczu wzgórza Skałka (Piaszczysta) w Leśnictwie Bielanka, w oddziale lasu 262a nadleśnictwa Lwówek Śląski.
Jaskinia Zimna Dziura to jaskinia szczelinowa o długości 8,5 metra, powstała w wyniku przesuwania się mas skalnych. Jaskinia swoją nazwę zawdzięcza odkryciu jej latem, gdy z jej wnętrza wydobywało się chłodne powietrze. Jaskinię trudno jest odnaleźć. Dojście  niebieskim szlakiem od dworca PKP w Lwówku Śląski ulicami Złotoryjską, a następnie Widokową do granicy lasu, gdzie po drodze rośnie inny pomnik przyrody – lipa Sara. W lesie, przy szlaku, po prawej stronie znajduje się płyta z krzyżem – 15 metrów za nią należy skręcić w prawo w słabo zaznaczoną leśną drogę i po ok. 300–400 metrach należy przeszukiwać zbocze na lewo od drogi. Na drzewie nieopodal jaskini znajduje się zielona tabliczka pomnika przyrody. Z jaskini wydobywa się mocno nasycone parą powietrze o stałej temperaturze 8–9 °C, które przy ujemnych temperaturach jest zauważalnie cieplejsze, a zimą wokół wejścia nie ma śladu śniegu.
Przy jaskini jest wiele zrośniętych ze sobą korzeniami drzew. Niektóre grupy drzew tworzą naturalne poidełka dla zwierząt w zagłębieniach pomiędzy pniami, w których zbiera się woda.

## Galeria

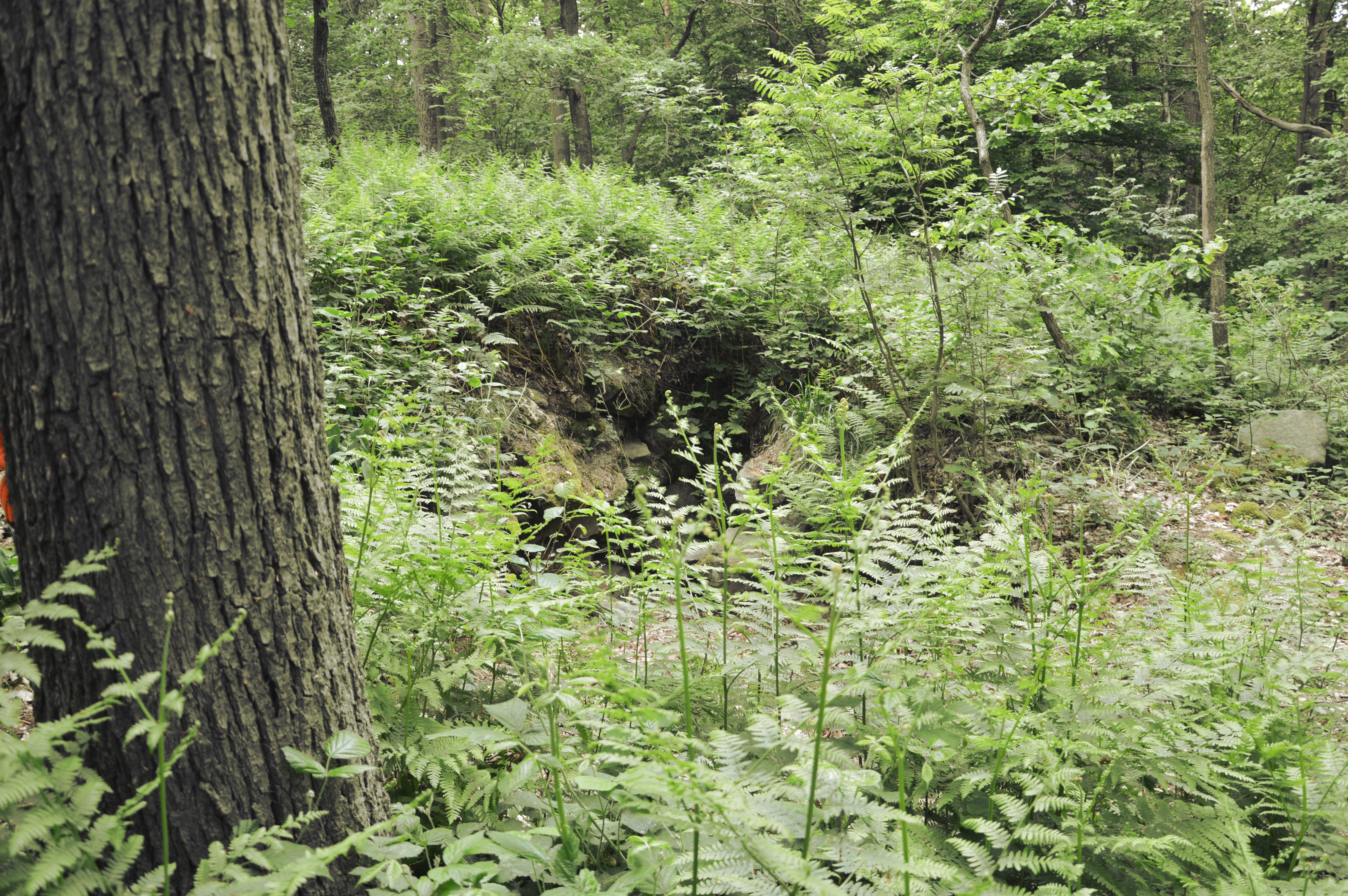
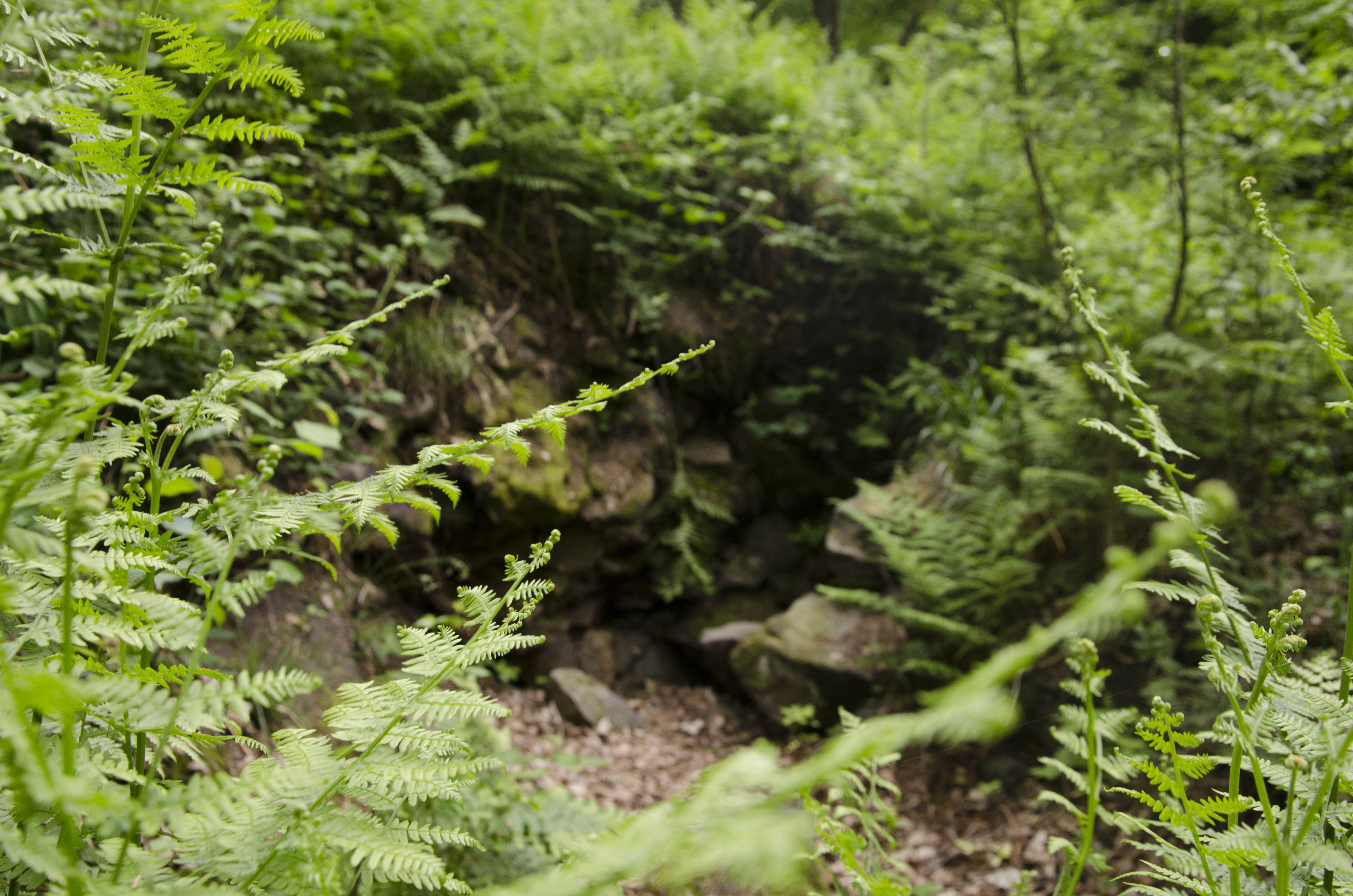
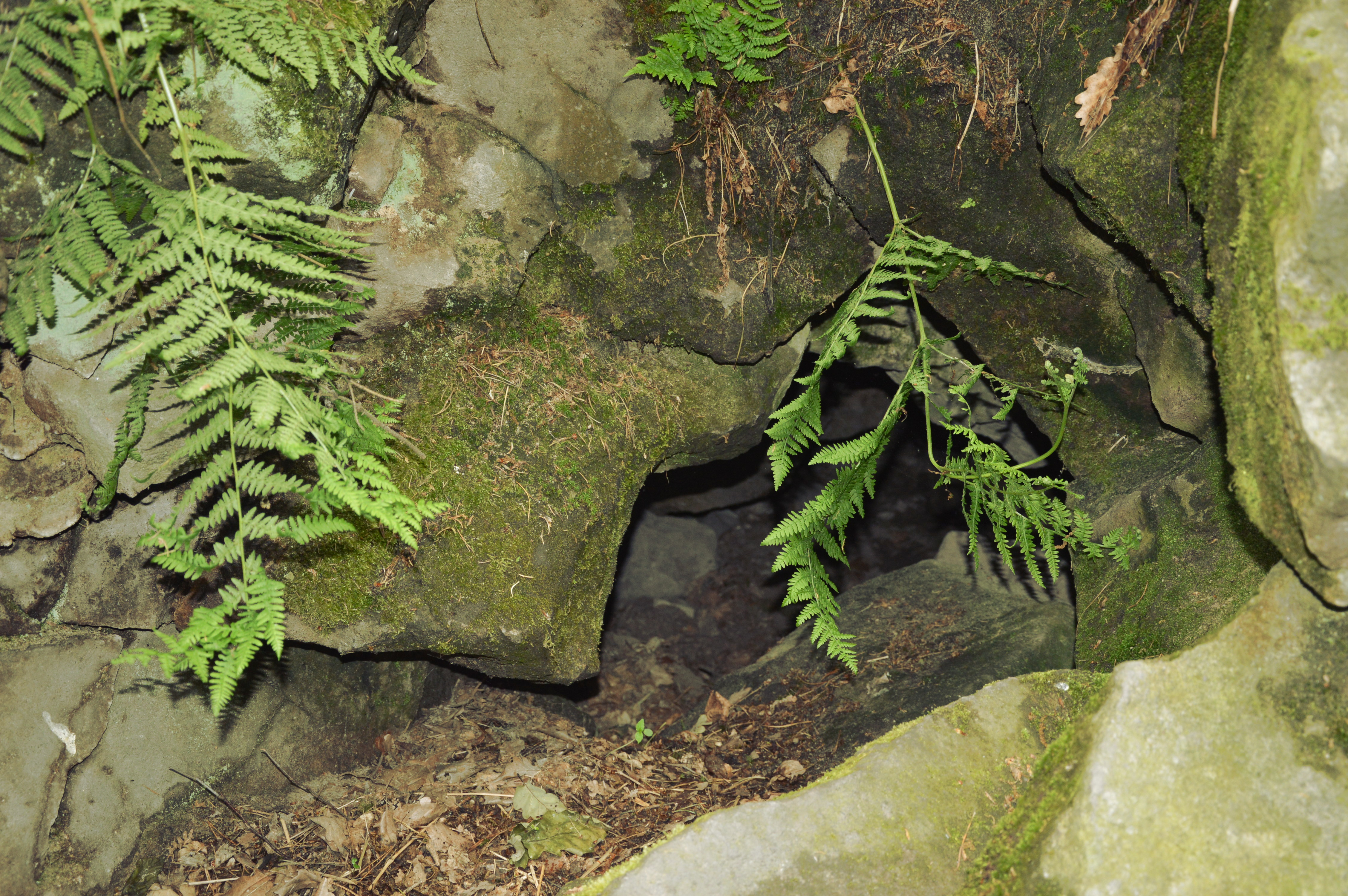
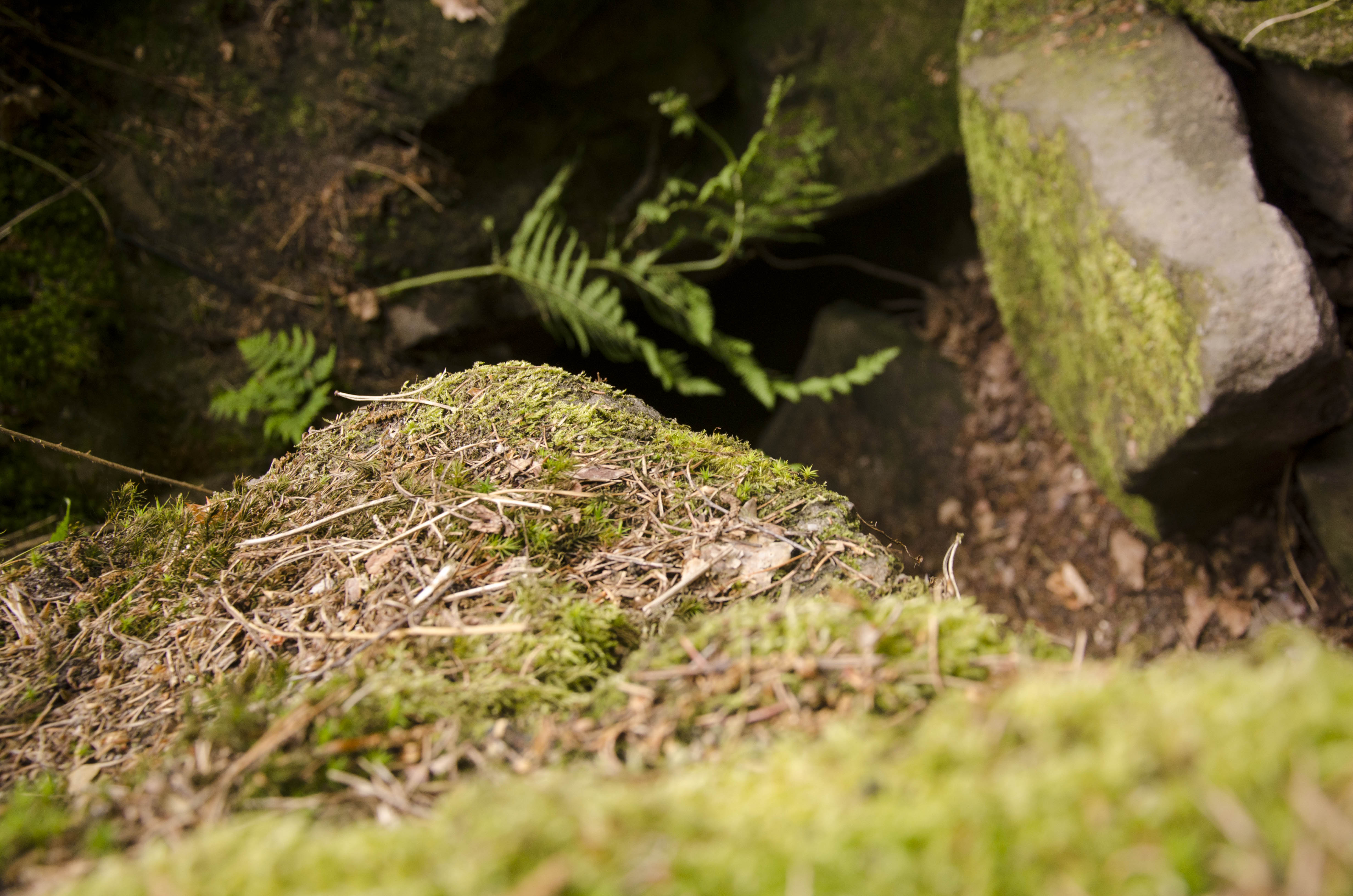